# Ralph Burns

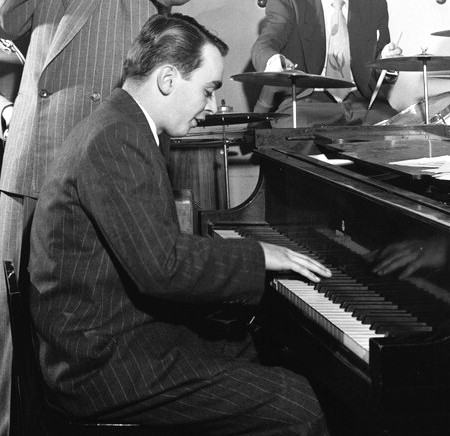
Ralph Burns

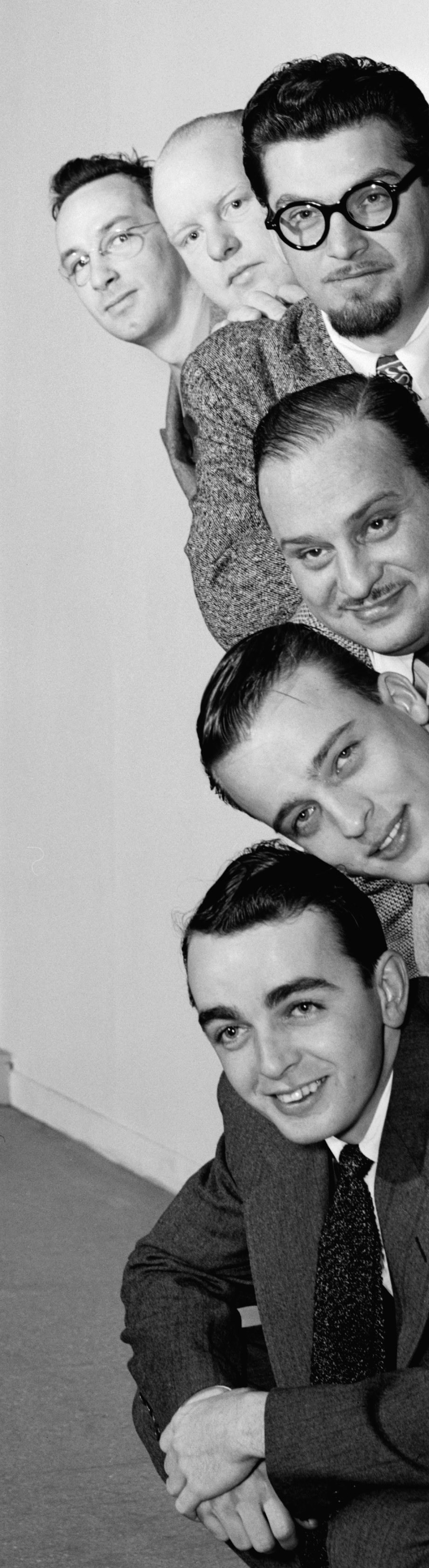
Ralph Burns (onder), met Edwin Finckel, George Handy, Neal Hefti, Johnny Richards en Eddie Sauter, New York, 1947 (foto: William Gottlieb)

Ralph Burns (Newton, Massachusetts, 29 juni 1922 - Los Angeles, Californië, 21 november 2001) was een Amerikaans songwriter, bandleider, componist, dirigent en pianist. Hij was een van de weinigen die ooit alle drie belangrijke acteerprijzen won, namelijk de Oscar, de Emmy en de Tony.